# Alice Brownová
Alice Regina Brownová (* 20. září 1960) je americká sprinterka. Byla stříbrnou medailistkou v olympijském finále 1984 o 100 m za 11,13 sekund. Navštěvovala střední školu Johna Muira (Pasadena, Kalifornie) a Kalifornskou státní univerzitu v Northridge.